# Kreideane, Markivka
Kreideane (în ucraineană Крейдяне) este un sat în comuna Sîceanske din raionul Markivka, regiunea Luhansk, Ucraina.

## Demografie
Componența lingvistică a localității Kreideane
     Ucraineană (94,96%)
     Rusă (5,04%)
Conform recensământului din 2001, majoritatea populației localității Kreideane era vorbitoare de ucraineană (94,96%), existând în minoritate și vorbitori de rusă (5,04%).